# Лизетт, Габриэль
Габриэль Франкоско Лизетт (фр. Gabriel Francosco Lisette, 2 апреля 1919 года, Портобельо, Панама — 3 марта 2001 года, Пор-де-Лан, Франция) — политический деятель Чада, Председатель Правительственного совета французской Заморской территории Чад с 26 июля 1958 года по 28 ноября 1958 года, Председатель Правительственного совета Автономной Республики Чад с 28 ноября по 10 декабря 1958 года, Председатель Временного правительства Автономной Республики Чад с 28 ноября 1958 года по 11 февраля 1959 года. Основатель и лидер Прогрессивной партии Чада (февраль 1947 года — август 1960 года).

## Биография
Габриэль Франсиско Лизетт родился 2 апреля 1919 года в Портобельо (Панама) в семье выходцев с французских Антильских островов. В 1946 году поступил на службу в колониальную администрацию Французской Экваториальной Африки. В ноябре того же года был избран в Национальное собрание Франции от партии Демократический и социалистический союз сопротивления (ЮДСР). Окончил Национальную школу Заморских территорий Франции. Работал в колониальной администрации колонии Чад. В феврале 1947 года основал и возглавил Прогрессивную партию Чада (ППЧ) — секцию Африканского демократического объединения. Однако ППЧ имела репутацию партии левой ориентации и не пользовалась поддержкой колониальных властей и местной элиты. При этом она сумела получить поддержку населения и в 1957 году одержала победу на выборах в Территориальную ассамблею, получив 47 мест из 65. 14 мая 1957 года Габриэль Лизетт был назначен Вице-председателем Правительственного совета Заморской территории Чад (Председателем совета был французский губернатор).
26 июля 1958 года Лизетт возглавил правительство колонии в качестве Председателя Правительственного совета. В августе 1958 года он принял участие в работе Конституционного консультативного комитета Франции. 28 сентября 1958 года Чад поддержал режим генерала Шарля де Голля во Франции, проголосовав за новую французскую Конституцию, и 28 ноября был провозглашен Автономной республикой в составе Французского Сообщества. 10 декабря Габриэль Лизетт возглавил Временное правительство автономии. Но в начале следующего года традиционные вожди Севера во главе с Ахмедом Куламаллахом выступили против Лизетта и спровоцировали правительственный кризис. 11 февраля 1959 года Лизетт был вынужден уйти в отставку.
Прогрессивная партия Чада обладала достаточными силами в парламенте, чтобы в течение месяца отправить в отставку два недружественных ей кабинета, возглавлявшихся Ахмедом Куламаллахом и Гоншоме Сахулба. Однако вернуться на прежний пост Лизетт, которого обвиняли в коррупции, не смог — в результате компромисса Премьер-министром автономии стал уроженец Чада Франсуа Томбалбай. 26 марта 1959 года Лизетт был назначен заместителем Премьер-министра ответственным за иностранные дела и экономику. 23 июля 1959 года он был также введен в правительство Франции, возглавлявшееся Мишелем Дебре, в качестве Министра — члена Совета.
В августе 1960 года, когда Габриэль Лизетт находился в зарубежной поездке, а Чад получал независимость, Франсуа Томбалбай сместил его со всех государственных и партийных постов. Он поставил ему в вину министерский пост в правительстве Франции, объявил негражданином Чада и запретил возвращаться в страну. Этот шаг первого Президента Чада называли «переворот телеграммой».
19 мая 1961 года Габриэль Лизетт покинул пост в правительстве Франции и фактически отошел от политики. Однако Томбалбай продолжал считать его опасным соперником — особенно это проявилось в 1971 году, когда ухудшились отношения между Чадом и Францией. В 1976 году Лизетт вместе с Аланом Жираром основал неправительственную организацию Общество уроженцев Заморских территорий (фр. Société mutuelle des origi¬naires d'Outre-Mer (SMODOM)). Она занималась организацией помощи выходцам из бывших французских колоний, в том числе оплачивала похороны тех из них, у кого не было средств.
В 1983 году Габриэль Лизетт издал книгу воспоминаний Борьба Демократического объединения Африки за мирную деколонизацию Черной Африки (фр. Le Combat du Rassemblement démocratique african pour la décolonisation pacifique de l'Afrique noire).
Его именем был назван колледж в Чаде.
Габриэль Лизетт скончался 3 марта 2001 года в Пор-де-Лан (фр. Port-de-Lann) на юго-западе Франции.